# Boerhaavevaart
De Boerhaavevaart is een vaart en een woonbuurt in de Noord-Hollandse stad Haarlem. Beide liggen in Boerhaavewijk in het stadsdeel Schalkwijk en zijn vernoemd naar de Nederlandse arts, anatoom, botanicus, scheikundige en hoogleraar Herman Boerhaave.

## Vaart
De Boerhaavevaart loopt vanaf de Amerikavaart bij de Amerikaweg langs de Boerhaavelaan tot aan het Verlengde Liewegje bij de Ringvaart van de Haarlemmermeerpolder. De vaart staat met de Ringvaart in verbinding door middel van een gemaal.

## Buurt
De buurt de Ringvaart wordt in het noorden begrensd door de Schipholweg (N205), die tevens de zuidgrens vormt van Haarlem-Oost. Aan de overkant van deze weg ligt het Reinaldapark. De oostgrens wordt gevormd door de Ringvaart, de zuidgrens door de Boerhaavelaan (N232) en de westgrens door de Amerikaweg. 
In de buurt is aan de westzijde in het begin van de 21e eeuw de woonwijk Vijverpark gerealiseerd, als onderdeel van De Entree van Haarlem. 
Verder liggen er van west naar oost de tuinvereniging Ons Buiten, boogschietclub HBSV Brederode, Hockeyclub H.M.S.V. Saxenburg en rioolwaterzuiveringsinstallatie Haarlem-Schalkwijk.